# RKVV Wilhelmina in het seizoen 1962/63
Het seizoen 1962/1963 was het achtste jaar in het bestaan van de Bossche betaaldvoetbalclub Wilhelmina. De club kwam uit in de Tweede divisie B en eindigde daarin op de 16e plaats. Tevens deed de club mee aan het toernooi om de KNVB beker, hierin werd in de eerste ronde verloren van VSV (1–3).

## Wedstrijdstatistieken

### Tweede divisie B
|       | Baronie | BVV   | D.F.C. | EDO   | 't Gooi | Haarlem | Helmondia '55 | Hermes DVS | Hilversum | HVC   | LONGA | NOAD  | PEC   | RCH   | SVV   | Xerxes |
| ----- | ------- | ----- | ------ | ----- | ------- | ------- | ------------- | ---------- | --------- | ----- | ----- | ----- | ----- | ----- | ----- | ------ |
| Thuis | 2 – 3   | 0 – 2 | 0 – 3  | 3 – 0 | 4 – 1   | 4 – 3   | 3 – 0         | 2 – 3      | 0 – 1     | 0 – 0 | 3 – 2 | 1 – 5 | 2 – 1 | 1 – 1 | 1 – 2 | 0 – 3  |
| Uit   | 4 – 1   | 5 – 2 | 2 – 3  | 3 – 2 | 1 – 0   | 6 – 0   | 1 – 2         | 3 – 0      | 2 – 1     | 6 – 0 | 2 – 3 | 1 – 1 | 0 – 1 | 7 – 0 | 3 – 1 | 3 – 1  |

### KNVB beker
| 1e ronde                                      | VSV                                                    | 3 – 1 (0 – 0) | Wilhelmina             |
| 13 oktober 1962 Plaats: IJmuiden Schoonenberg | Ger Farenhorst 15' Tjeerd Kort –' (pen.) Fred Dikstaal |               | 85' Willy van den Hurk |

## Statistieken Wilhelmina 1962/1963

### Eindstand Wilhelmina in de Nederlandse Tweede divisie B 1962 / 1963
| Stand | Gespeeld | Gewonnen | Gelijk | Verloren | Punten | Doelpunten voor | Doelpunten tegen |
| ----- | -------- | -------- | ------ | -------- | ------ | --------------- | ---------------- |
| 16e   | 32       | 10       | 3      | 19       | 30     | 56              | 59               |

### Topscorers
| #      | Naam                 | Goal |
| ------ | -------------------- | ---- |
| 1.     | Willy van den Hurk   | 8    |
| 1.     | Martin Kastelijn     | 8    |
| 3.     | Nico Gloudemans      | 7    |
| 4.     | Frans Burg           | 6    |
| 5.     | Jo Konings           | 4    |
| 6.     | Piet Vaes            | 3    |
| 7.     | Jan Burg             | 2    |
| 8.     | Burg                 | 1    |
| 8.     | Jan van Dinther      | 1    |
| 8.     | Wim van den Heuvel   | 1    |
| 8.     | Robbie Meezen        | 1    |
| 8.     | Jacques van Stippent | 1    |
| Totaal | Totaal               | 56   |

| #      | Naam               | Goal |
| ------ | ------------------ | ---- |
| 1.     | Willy van den Hurk | 1    |
| Totaal | Totaal             | 1    |